# Muckle Ossa
Pour les articles homonymes, voir Muckle.
Muckle Ossa est une île des Shetland.